# Torbjörn Taxén
Torbjörn Ingemar Taxén (Uppsala, 25 febbraio 1952) è un ex cestista svedese.

## Carriera
Ha giocato nell'Uppsala Basket dal 1971 al 1982; detiene il record di presenze nella storia del club. Con la Svezia ha preso parte ai Giochi olimpici 1980, classificandosi al 10º posto.